# Tomasz Grabiński
Tomasz Grabiński – polski tłumacz, dziennikarz, bibliotekarz.

## Życiorys
W 1997 roku ukończył filologię słowacką na Uniwersytecie Jagiellońskim. W 2016 roku ukończył studia podyplomowe z pozyskiwania funduszy i zarządzania projektami unijnymi na Uniwersytecie Ekonomicznym we Wrocławiu. Pracował jako dziennikarz w „Gazecie Wyborczej” i czeskim dzienniku „SME". W latach 2009–2014 pełnił funkcję wicedyrektora ds. programowych Instytutu Polskiego i sekretarza Ambasady RP w Bratysławie. Od 2018 roku pracował w Miejskiej Bibliotece Publicznej we Wrocławiu, a od 2021 roku pełni funkcję dyrektora Miejskiej Biblioteki Publicznej w Kamiennej Górze. Od 2022 roku był członkiem Zarządu Głównego Stowarzyszenia Bibliotekarzy Polskich.

## Twórczość
Tłumaczenia:
- Alfréd Wetzler Ucieczka z Auschwitz (Čo Dante nevidel / Escape from Hell. The True Story of the Auschwitz Protocol) Warszawa 2022 ( z Katarzyną Dudzic-Grabińską)
- Pavol Rankov Legenda o języku  Wrocław 2020
- Prawda i miłość. Czeskie sztuki współczesne przeł. Gabriela Gańczarczyk, Tomasz Grabiński, Krystyna Krauze Warszawa 2020
- Alena Mornštajnová Hana Wrocław 2019
- Pavel Vilikovsky Opowieść o rzeczywistym człowieku 2015
- Pavol Rankov Matki Wrocław 2015
- Pavol Rankov Zdarzyło się pierwszego września (albo kiedy indziej) Wrocław 2013
- Pavol Rankov Bratysława jest mała Wrocław 2011
- Miloš Mistrík Milka Zimková. Aktorka słowacka Wrocław 2011
- Dusan Taragel Bajki dla niegrzecznych dzieci i ich troskliwych rodziców Tarnobrzeg 2004

## Nagrody
- 2014: Literacka Nagroda Europy Środkowej Angelus za tłumaczenie ze słowackiego Pavola Rankova Zdarzyło się pierwszego września (albo kiedy indziej[7]
- 2020: nominacja do Literackiej Nagrody Europy Środkowej Angelus za tłumaczenie z języka czeskiego Aleny Mornštajnovej Hana[8]